# Palazzo Comunale (Montieri)
Il Palazzo Comunale di Montieri è un edificio situato nel centro del paese, sede dell'amministrazione comunale e dell'ufficio turistico.

## Storia
L'imponente struttura fu progettata e realizzata da Lorenzo Porciatti nel 1901, nello stile neogotico tipico dell'architetto grossetano. Il palazzo ha notevoli somiglianze con il palazzo Aldobrandeschi di Grosseto: in ambedue si nota una originale rivisitazione di elementi stilistici propri dell'architettura medievale, tipica del Porciatti, che per Montieri progettò anche le scuole elementari. Nel luogo in cui venne costruito sorgeva il più antico Palazzo di Giustizia di Montieri, abbattuto nel 1898 per permettere la costruzione del nuovo edificio. Il Palazzo Comunale sorge affiancato al seicentesco palazzo Papi Mattii, che per l'occasione fu ristrutturato in stile neorinascimentale. Nel 1921 l'edificio fu modificato con l'eliminazione dei merli.